# Монеты, выпущенные в 2009 году

## Январь2009 года
- 1 января — Пакистан, 10 рупий памяти Беназир Бхутто (первая монета с изображением женщины в Исламском мире).[1]
- 1 января — в зону евро вошла Словакия.
- 1 января — памятная монета достоинством в 2 евро «10 лет введения евро» (отчеканили Австрия, Бельгия, Германия, Греция, Ирландия, Испания, Италия, Кипр, Люксембург, Мальта, Нидерланды, Португалия, Словакия, Словения, Финляндия, Франция.)
- 1 января — выпущены банкноты нового дизайна в Турции.

Данные купюры отличаются от прежнего выпуска 2009 года размером, цветом и другими особенностями (дизайн, портреты деятелей, степень защиты, соответствие стандартам и т. д.).
- 2 января — разменные монеты Пакистана 1 и 2 рупии стали изготовляться из алюминия.
- 5 января — Белоруссия, серебряная (10 рублей) и медно-никелевая (1 рубль) монеты, посвящённые 80-летию АН Беларуси.
- 5 января — Украина, 5 гривен. Монета посвящена году быка.
- 8 января — Индия, памятная монета достоинством в две рупии, посвящённая двухсотлетию со дня рождения Луи Брайля, создателя рельефно-точечного шрифта для слепых.
- 11 января — Россия, выпущены памятные серебряные монеты достоинством в 3 рубля: в честь 50-летия начала исследования Луны советскими космическими аппаратами (монета с эмалью), с изображением Витебского Вокзала в Санкт-Петербурге (серия «Памятники Архитектуры России»), а также монета достоинством в 2 рубля из серии «Выдающиеся Личности России» с изображением Д. И. Менделеева. Кроме того, начата чеканка серебряной инвестиционной монеты достоинством в 3 рубля «Георгий Победоносец».
- 12 января — Туркменистан, выпущены монеты с новым дизайном.
- 13 января — Индия, выпущена версия памятной монеты 2005 года в честь второго премьер-министра Индии Лала Бахадура Шастри, выполненная из нержавеющей стали.
- 14 января — Украина, памятная монета (2 гривны) с изображением Павла Чубинского.

- 15 января — Индия, выпущена версия памятной монеты 2006 года, посвящённая индийскому политику Махатме Басахешваре, выполненная из нержавеющей стали.
- 15 января — Люксембург, 2 евро (памятная монета в честь 90-летия вступления на престол великой герцогини Шарлотты).
- 16 января — Швеция, 1 крона (отчеканена в память последовавшего за русско-финской войной 1808—1809 гг. аннексии Финляндии Россией у Швеции).
- 20 января — Япония, 3 монеты, достоинством в 500 йен (посвящённые префектурам (областям Японии) Хоккайдо, Киото, Симане.
- 21 января — США, был представлен дизайн серии монет достоинством в 1 цент, приуроченная к двухсотлетнему юбилею Авраама Линкольна.
- 21 января — Польша, первые в 2009 году монета номиналом в два злотых из серии «Польская кавалерия» с изображением польского гусара начала XVII века.
- 22 января — Канада, 25 центов, в честь Олимпийских и Паралимпийских игр в Ванкувере в 2012 году.
- 23 января — Австрия, серебряная монета, посвящённая композитору Йозефу Гайдну.
- 23 января — Польша, выпуск монет, достоинством в 100 и 200 злотых из золота и серебра, с изображением польского гусара.
- 25 января — Великобритания, памятная монета (два фунта) в честь Роберта Бёрнса.
- 26 января — США, изготовлен первый квотер из новой серии, отмечающий территории (не штаты) США. Первая монета посвящена Федеральному Округу Колумбия. На ней изображён популярный музыкант Дюк Эллингтон.

Кроме того, в январе в Бельгии были выпущены золотая (10 евро) и серебряная (50 евро), посвящённые 500-летию сатиры Эразма Роттердамского «Похвала Глупости», во Франции монеты с изображением Жана Де Лафонтена, отмечающие год быка, а в Финляндии была выпущена серебряная монета в честь двухсотлетия со дня рождения немецкого композитора, долгое время жившего в Финляндии, «отца финской музыки» Фредрика Пациуса.

## Февраль 2009 года
- 2 февраля — Австралия,1 доллар (был выпущен в честь 60-летия со дня принятия Закона об австралийском гражданстве (принят в 1948; в соответствии с этим законом все переселенцы, независимо от национальности, должны выполнять единые требования, предъявляемые к гражданам Австралии).
- 2 февраля — Россия, Сбербанк России продолжил выпуск золотой инвестиционной монеты (50 рублей) «Георгий Победоносец», кроме того была выпущена серебряная монета (3 рубля) из серии «Памятники архитектуры России» с изображением Тульского Кремля.
- 2 февраля — Германия, 2 евро, федеральная земля Саар (изображение Людвигскирхи в Саарбрюкене).
- 5 февраля — США, на реверсе новой памятной монеты 1 доллар изображён метод посадки трёх сестер-утвердившегося в этнографической литературе США названия трёх основных сельскохозяйственных культур, использовавшихся практически всеми земледельческими индейскими народами, в особенности в Северной и Центральной Америке: тыква, кукуруза и вьющиеся бобы.
- 9 февраля — Великобритания, 50 пенсов (Королевские ботанические сады в Кью)
- 11 февраля — Мексика, серия памятных монет (5 песо), отмечающая 200 лет со дня независимости Мексики от Испании, и 100-летия начала Мексиканской революции (1910—1920)

На монетах изображены:
Игнасио Лопес Район (1773—1832) — лидер в войне за независимость страны после смерти Мигеля Идальго.
Франсиско Йавер Мина (1789—1817) — испанский адвокат, армейский офицер и революционер
Мариано Матоморо (1770—1814) — священник, сражавшийся за независимость Мексики.
Карлос Мария да Бустаманте (1774—1848) — мексиканский государственный деятель и историк
Херменгильдо Галеана (1762—1814) — борец за свободу Мексики.
Франсиско Прима де Вердо и Рама (1760—1808) — сторонник независимости Мексики, адвокат. Был заключен в тюрьму испанцами и там умер.
Мигель Рамос Ариспе (1775—1843) — политик, был избран депутатом в 1810 году. Был юристом.
Альваро Обрегон Салидо (1880—1928) — участник Мексиканской революции, президент Мексики с 1 декабря 1920 по 30 ноября 1924.
Франсиско Вилья (Панчо Вилья) (1878—1923) — один из лидеров повстанцев во время Мексиканской революции.
Рикардо Флорес Магон (1874—1922) — анархист, участник Мексиканской Революции.
Генерал Хериберто Яра (1879—1968) — революционер, губернатор штата Веракрус.
Жозе Васконселос (1882—1959) — писатель, философ, ректор национального университета в Мехико, политик.
Франсиско Мугика (1884—1954) — генерал, глава социалистической партии
- 11 февраля — Австрия, монета 50 евро (золото) из серии «Знаменитые врачи Австрии» посвящена хирургу Теодору Бильроту.
- 12 февраля — США, выпущена первая монета из серии «Жизнь Авраама Линкольна» «Детство и юность в Кентукки».
- 12 февраля — Словения, выпущены монеты 30 евро (серебро) и 100 евро (золото). Посвящены 100-летней годовщине со дня рождения известного художника Зорана Музича (1909—2005).
- 13 февраля — Малайзия, 1 ринггит (50 лет центральному банку Малайзии)
- 16 февраля — Восточно-Карибские острова, 1 доллар, 26 лет со дня создания единого Восточно-Карибского банка.
- 16 февраля — Белоруссия, первые монеты (20 рублей — серебро, 1 рубль — медно-никелевый сплав) из серии «Знаки Зодиака» — «Рыбы».
- 18 февраля — Белоруссия, ещё один тип монет из серии «Знаки Зодиака» — Овен.
- 19 февраля — США, президентский доллар с изображением Уильяма Генри Гаррисона.
- 19 февраля — Таиланд, новая памятная монета (10 батов)- 125 лет Королевской почте, ещё одна памятная монета (20 батов) 108 лет со Дня Рождения Королевы-Матери, и новая версия монеты (2 бата), выполненная в бронзе, (а не в медно-никелевом сплаве, как раньше).
- 25 февраля — Гибралтар, 50 пенсов с изображением патрона Гибралтара — Богоматери Европейской (Our Lady of Europe).
- 26 февраля — Фиджи, выпущены новые типы монет для обращения меньше размером, чем монеты предыдущих выпусков.
- 27 февраля — Украина, 5 гривен (монета посвящённая Николаю Васильевичу Гоголю). Также выпущена монета (2 гривны) посвящённая Шолому-Алейхему.

## Март 2009 года
- 2 марта — Россия, были выпущены памятные монеты достоинством в 3 рубля, 50 рублей и 100 рублей, посвящённые 400-летию добровольного вхождения Калмыкии в состав России. Также были выпущены монеты достоинством в 3, 50, 100 и 200 рублей, посвящённые 200-летию со дня рождения Николая Васильевича Гоголя.
- 2 марта — Иран, были выпущены новые разновидности монет в 250 и 500 реалов, а также монета в 1000 реалов.
- 9 марта — Дания, монета 10 крон, посвящённая Полярной звезде.
- 12 марта — Канада, монета (1 доллар) посвящённая 100-летию канадского хоккейного клуба «Монреаль».
- 16 марта — Белоруссия, очередная монета из серии «Знаки зодиака» (Телец).
- 17 марта — Литва, 1 лит (Вильнюс -культурная столица Европы-2009).
- 18 марта — Люксембург, 2 евро, монета посвящена 90-летнему юбилею правления великой герцогини Шарлотты.
- 26 марта — Индия, 5 рупий (повторно выпущенная монета 2007 года в честь 150-летия восстания сипаев против английских колонизаторов.
- 26 марта — Белоруссия, монета из серии «Знаки Зодиака» (Близнецы)
- 30 марта — Украина, 10 гривен. Монета несёт на себе изображение Армянского Монастыря XIV века в Крыму.

## Апрель 2009 года
- 1 апреля — Россия, памятные монеты, посвящённые достопримечательностям Великого Новгорода: церкви Фёдора Стратилата на ручью (3 рубля), Антониева монастыря (25 рублей), Новгородского кремля (200 рублей), церкви Петра и Павла в Кожевниках (50 рублей), Ярославова дворища (1000 рублей).
- 2 апреля — Россия, памятные монеты (10 рублей), посвящённые Выборгу (серия «Древние города России») и Республике Калмыкия (серия «Субъекты Российской Федерации»).
- 3 апреля — Словакия, памятная монета (2 евро), посвящённая двадцатилетию со дня установления в стране демократического режима.
- 7 апреля — Польша, памятные монеты (2 злотых), посвящённые 180-летию национального банка Польши и европейской зелёной ящерице (Lacerta viridis)
- 8 апреля — Япония, монета (500 йен), посвящённая исторической области Нагано.
- 21 апреля — Австрия, монета (10 евро), посвящённая венскому василиску.
- 23 апреля — Австрия, монета (5 евро), посвящённая борцам за свободу Тироля.
- 24 апреля — Австралия, монета (20 центов), посвящённая сёстрам милосердия.

## Май 2009 года
- 5 мая — Нидерланды, монета (5 евро), посвящённая Манхеттену.
- 11 мая — Панама, монета (25 сантимов), посвящённая знаменитому госпиталю Дель Ниньо.
- 14 мая — Казахстан, памятные монеты (50 тенге), посвящённые «Союз-Аполлон», орденам «Достык» и «Парасат».
- 18 мая — Египет, новая монета для обращения (25 пиастров).

## Июнь 2009 года
- 9 июня — Испания, памятная монета достоинством в 12 евро (10 лет Экономическому и валютному союзу Европейского союза).
- 10 июня — Латвия, 1 лат, «кольцо Намейсиса»
- 11 июня — Индия, монеты достоинством в 5 рупий стали изготовляться из латуни, а не медно-никелевого сплава.
- 15 июня — Венгрия, новая монета достоинством в 200 форинтом с изображением цепного моста Сеченьи.
- 17 июня — Дания, монета в 20 крон из серии «Корабли» (Lightship XVII).
- 18 июня — Россия, выпущено три новых биметаллических монеты достоинством в 10 рублей: серия «Древние города России» (Галич и Калуга) и серия «Субъекты Российской Федерации» (Еврейская Автономная Область).
- 22 июня — Бермуды, монеты достоинством в 1 цент начали изготавливаться из другого металла (железо, плакированное медью).
- 23 июня — остров Мэн, памятная монета 50 пенсов (50 лет мотоциклетным гонкам Isle Of Man TT).
- 24 июня — Польша, памятная монета 2 злотых, посвященная 20-летию первых демократических выборов в стране, окончившихся победой блока «Солидарность».
- 25 июня — Перу, на монетах достоинством в 5 новых солей, гурт стал рубчатым.
- 26 июня — Португалия, памятная монета достоинством в 2 евро, посвященная спортивным соревнованиям португалоязычных стран Jogos da Lusofonia, прошедшим в 2009 году.
- 29 июня — Португалия, памятная монета достоинством в 2,5 евро посвященная португальскому языку («Португальский язык — европейское культурное наследие»).
- 30 июня — Россия, выпущена монета достоинством в 10 рублей из серии «Субъекты Российской Федерации» (Республика Адыгея).